# Eleição municipal de Belo Horizonte em 2000
A eleição municipal de Belo Horizonte em 2000 ocorreu em 1º de outubro para a eleição de um prefeito, um vice-prefeito e 37 vereadores. o eleitorado do município de Belo Horizonte contava com  1.573.635 pessoas aptas a votar, o cenário era formado por 739.289 eleitores homens (46,98%) e 832.009 mulheres (52,87%). A participação de jovens entre 21 a 24 anos correspondia a 10,80% dos eleitores, 23,97% dos eleitores eram homens e mulheres com idade entre 25 a 34 anos, seguido por homens e mulheres com idade entre a 45 a 59 anos que representava 20,36% dos eleitores.
Como nenhum candidato a prefeito alcançou a maioria absoluta dos votos válidos, houve um segundo turno em 29 de outubro. O prefeito e o vice-prefeito assumiram o mandato em 1º de janeiro de 2001 e seus mandatos terminaram em 31 de dezembro de 2004.

## Candidatos a prefeito
|  | Nº | Candidato(a) a prefeito | Candidato(a) a prefeito                                                 | Candidato(a) a vice-prefeito | Candidato(a) a vice-prefeito                               | Coligação |
|  | -- | ----------------------- | ----------------------------------------------------------------------- | ---------------------------- | ---------------------------------------------------------- | --- |
|  | 16 |                         | Antônio Feliciano (PSTU) Antônio Feliciano dos Santos                   |                              | Cleonice de Oliveira (PSTU) Cleonice Aparecida de Oliveira | Partido não coligado - Partido Socialista dos Trabalhadores Unificado (PSTU) |
|  | 44 |                         | Antônio Francisco de Oliveira (PRP) Antônio Francisco de Oliveira Filho |                              | Warlen Bernardes (PRP) Warlen Bernardes da Silva           | Partido não coligado - Partido Republicano Progressista (PRP) |
|  | 22 |                         | Cabo Júlio (PL) Júlio Cesar Gomes dos Santos                            |                              | Roberto Vital Ferreira (PFL) Roberto Vital Ferreira        | "BH Segura e Viva" - Partido Liberal (PL) - Partido Trabalhista Brasileiro (PTB) - Partido Geral dos Trabalhadores (PGT) - Partido da Frente Liberal (PFL) - Partido Social Liberal (PSL) - Partido da Reedificação da Ordem Nacional (PRONA) |
|  | 40 |                         | Célio de Castro (PSB) Célio de Castro                                   |                              | Fernando Pimentel (PT) Fernando Damata Pimentel            | "BH Participativa" - Partido Socialista Brasileiro (PSB) - Partido dos Trabalhadores (PT) - Partido Popular Socialista (PPS) - Partido Comunista do Brasil (PCdoB) - Partido Comunista Brasileiro (PCB) - Partido Trabalhista Nacional (PTN) - Partido Social Cristão (PSC) - Partido Trabalhista do Brasil (PTdoB) - Partido dos Aposentados da Nação (PAN) |
|  | 36 |                         | Francisco Aguiar (PRN) Francisco Simões de Aguiar                       |                              | Herbes de Oliveira Rosa (PRN) Herbes de Oliveira Rosa      | Partido não coligado - Partido da Reconstrução Nacional (PRN) |
|  | 28 |                         | Gentil Cirilo (PRTB) Gentil Cirilo da Anunciação Júnior                 |                              | Vanusa Craveiro (PRTB) Vanusa dos Santos Craveiro          | Partido não coligado - Partido Renovador Trabalhista Brasileiro (PRTB) |
|  | 11 |                         | Glycon Terra Pinto (PPB) Glycon Terra Pinto                             |                              | Sílvio José Figueiredo (PPB) Sílvio José Figueiredo        | "Unidos Somos Mais" - Partido Progressista Brasileiro (PPB) - Partido Social Democrático (PSD) - Partido Social Trabalhista (PST) |
|  | 45 |                         | João Leite (PSDB) João Leite da Silva Neto                              |                              | Elias Murad (PSDB) José Elias Murad                        | Partido não coligado - Partido da Social Democracia Brasileira (PSDB) |
|  | 29 |                         | José Eustáquio (PCO) José Eustáquio Gomes de Faria                      |                              | Adilson Rosa (PCO) Adilson Rosa dos Santos                 | Partido não coligado - Partido da Causa Operária (PCO) |
|  | 15 |                         | Maria Elvira (PMDB) Maria Elvira Salles Ferreira                        |                              | João Batista de Oliveira (PDT) João Batista de Oliveira    | "BH + Ação" - Partido do Movimento Democrático Brasileiro (PMDB) - Partido Democrático Trabalhista (PDT) - Partido da Mobilização Nacional (PMN) - Partido Verde (PV) |

## Resultados

### Prefeito
| 1º Turno 1 de outubro de 2000       | 1º Turno 1 de outubro de 2000  | 1º Turno 1 de outubro de 2000 | 1º Turno 1 de outubro de 2000 |
| Candidato(a)                        | Vice                           | Votação                       | Votação                       |
| Candidato(a)                        | Vice                           | Total                         | Porcentagem                   |
| ----------------------------------- | ------------------------------ | ----------------------------- | ----------------------------- |
| Célio de Castro (PSB)               | Fernando Pimentel (PT)         | 518.600                       | 43,54%                        |
| João Leite (PSDB)                   | Elias Murad (PSDB)             | 372.257                       | 31,25%                        |
| Maria Elvira (PMDB)                 | João Batista de Oliveira (PDT) | 206.468                       | 17,34%                        |
| Glycon Terra Pinto (PPB)            | Sílvio José Figueiredo (PPB)   | 47.368                        | 3,98%                         |
| Antônio Francisco de Oliveira (PRP) | Warlen Bernardes (PRP)         | 21.064                        | 1,77%                         |
| Antônio Feliciano (PSTU)            | Cleonice de Oliveira (PSTU)    | 18.521                        | 1,56%                         |
| Gentil Cirilo (PRTB)                | Vanusa Craveiro (PRTB)         | 4.086                         | 0,34%                         |
| José Eustáquio (PCO)                | Adilson Rosa (PCO)             | 1.584                         | 0,13%                         |
| Francisco Aguiar (PRN)              | Herbes de Oliveira Rosa (PRN)  | 1.117                         | 0,09%                         |
| Cabo Júlio (PL)                     | Roberto Vital Ferreira (PFL)   | renúncia                      | renúncia                      |
| Total de votos válidos              | Total de votos válidos         | 1.191.065                     | 100,00%                       |
| Votos apurados                      |                                |                               |                               |
| Votos válidos                       | Votos válidos                  | 1.191.065                     | 88,13%                        |
| Votos em branco                     | Votos em branco                | 58.102                        | 4,30%                         |
| Votos nulos                         | Votos nulos                    | 102.285                       | 7,57%                         |
| Total de votos apurados             | Total de votos apurados        | 1.351.452                     | 100,00%                       |
| Eleitores                           |                                |                               |                               |
| Comparecimento                      | Comparecimento                 | 1.351.452                     | 85,88%                        |
| Abstenções                          | Abstenções                     | 222.183                       | 14,12%                        |
| Total de eleitores                  | Total de eleitores             | 1.573.635                     | 100,00%                       |

| 2º Turno 29 de outubro de 2000 | 2º Turno 29 de outubro de 2000 | 2º Turno 29 de outubro de 2000 | 2º Turno 29 de outubro de 2000 |
| Candidato(a)                   | Vice                           | Votação                        | Votação                        |
| Candidato(a)                   | Vice                           | Total                          | Porcentagem                    |
| ------------------------------ | ------------------------------ | ------------------------------ | ------------------------------ |
| Célio de Castro (PSB)          | Fernando Pimentel (PT)         | 686.378                        | 54,94%                         |
| João Leite (PSDB)              | Elias Murad (PSDB)             | 562.863                        | 45,06%                         |
| Total de votos válidos         | Total de votos válidos         | 1.249.241                      | 100,00%                        |
| Votos apurados                 |                                |                                |                                |
| Votos válidos                  | Votos válidos                  | 1.249.241                      | 93,94%                         |
| Votos em branco                | Votos em branco                | 27.366                         | 2,06%                          |
| Votos nulos                    | Votos nulos                    | 53.189                         | 4,00%                          |
| Total de votos apurados        | Total de votos apurados        | 1.329.796                      | 100,00%                        |
| Eleitores                      |                                |                                |                                |
| Comparecimento                 | Comparecimento                 | 1.329.796                      | 84,50%                         |
| Abstenções                     | Abstenções                     | 243.839                        | 15,50%                         |
| Total de eleitores             | Total de eleitores             | 1.573.635                      | 100,00%                        |